# Phó Tinh
Phó Tinh (tiếng Trung: 傅菁; bính âm: Fù Jīng; sinh ngày 29 tháng 6 năm 1995) là một nữ ca sĩ, diễn viên người Trung Quốc, sinh ra ở thành phố Thiệu Dương, Hồ Nam. Cô xuất hiện lần đầu tiên khi tham gia chương trình sống còn Sáng Tạo 101 của Đằng Tấn với tư cách thực tập sinh của nhóm Trainee 18 (công ty Banana Culture Thượng Hải). Ngày 23/06/2018, cô chính thức trở thành thành viên nhóm nhạc dự án Hỏa Tiễn Thiếu Nữ 101 với thời gian hoạt động 2 năm.
Ngày 23/06/2020 chính thức tan rã, Phó Tinh solo với vai trò ca sĩ, diễn viên.

## Tiểu sử
Phó Tinh sinh ngày 29 tháng 6 năm 1995 ở Thiệu Dương, Hồ Nam, Trung Quốc trong một gia đình có 4 anh chị em, cô là con gái thứ 2, trên cô có một chị gái, dưới cô có một em gái và một em trai. Năm 18 tuổi, Phó Tinh đã rời khỏi nhà để đi làm. Cô từng là giáo viên dạy nhảy, huấn luyện viên Yoga. Cô vừa đi làm vừa tiếp tục đi học và đã tốt nghiệp Học viện Sương Nam.

## Sự nghiệp
Năm 2016, Phó Tinh tham gia cuộc thi tuyển chọn thực tập sinh của công ty Shanghai Project Banana cho nhóm Trainee 18. Sau đó tham gia một quảng cáo nhỏ trong chương trình Khoái lạc đại bản doanh và là thành viên đội đặc nhiệm trong chương trình "Cục tình báo sao hỏa" của Youku. Năm 2017, cô chính thức trở thành thành viên nhóm Trainee 18.
Năm 2018, Phó Tinh cùng một số thành viên trong nhóm Trainee 18 đại diện cho Shanghai Project Banana tham gia chương trình sống còn Sáng Tạo 101 của Đằng Tấn. Trong đêm chung kết của chương trình diễn ra vào ngày 23 tháng 6 năm 2018, cô đứng vị trí số 10 với 84,513,609 lượt bình chọn, đồng thời trở thành thành viên thứ 10 trong đội hình debut của nhóm nhạc dự án Hỏa Tiễn Thiếu Nữ 101 với thời gian hoạt động 2 năm.
Ngày 23/06/2020, Hỏa tiễn Thiếu nữ 101 chính thức tan rã.

## Danh sách phim

### Chương trình truyền hình
| Năm        | Kênh    | Tên chương trình                                    | Tập      | Vai trò            |
| ---------- | ------- | --------------------------------------------------- | -------- | ------------------ |
| 2017       | Youku   | Cục tình báo sao hỏa Mùa 3                          | 10       | Khán giả           |
| 2018       | Tencent | Sáng Tạo 101                                        | Tất cả   | Thí sinh           |
| 2018       | Tencent | Hỏa Tiễn Thiếu Nữ 101 Nghiên cứu sở                 | Tất cả   | Thành viên cố định |
| 2018       | Tencent | Khẩu hồng vương tử                                  | 6        | Khách mời          |
| 2018       | Tencent | Minh nhật chi tử - SS2                              | 6        | Khách mời trợ giúp |
| 2018       | iQiYi   | Idol Hits                                           |          | Khách mời          |
| 2018       | Tencent | Super Nova Games                                    | Tất cả   | VĐV                |
| 2018       | Tencent | YO! BANG                                            |          | Khách mời          |
| 2019       | Tencent | Tung hoành ngang dọc tuổi 20                        | Tất cả   | Thành viên cố định |
| 2019       | Tencent | Sáng tạo doanh 2019                                 | 10       | Khách mời          |
| 2019       | Tencent | Basketball Big Record                               |          | Khách mời          |
| 2019       | Tencent | Chúng tôi trưởng thành rồi                          |          | Khách mời          |
| 2019       | Tencent | Super Nova Games 2                                  |          | VĐV                |
| 2020       | Tencent | Tung hoành ngang dọc tuổi 20 - mùa 2                | Tất cả   | Thành viên cố định |
| 2020       | Tencent | Nhiệt huyết của chúng ta                            | Từ tập 3 | Thí sinh           |
| 23/06/2020 | Tencent | Lễ chia tay Hỏa Tiễn Thiếu Nữ 101: Gặp gỡ, tạm biệt |          | Thành viên cố định |

| Năm  | Tên phim                | Vai diễn      | Vai trò        | Kênh          |
| ---- | ----------------------- | ------------- | -------------- | ------------- |
| 2020 | Em là định mệnh đời anh | Thạch An Na   | Nữ 2           | Tencent Video |
| 2020 | Thả Thính Phượng Minh   | Tả Thanh Loan | Nữ 2           | Tencent Video |
| 2021 | Mơ gặp sư tử            | Quan Cửu      | Nữ 2 siêu ngầu | iQiYi         |
| 2022 | Ngôi sao lấp lánh       | Cao Ca        | Nữ 2 siêu soái | iQiYi         |
|      |                         |               |                |               |

Album & Single
| Tên EP                | Thời gian  | Ghi chú                                                                         |
| --------------------- | ---------- | ------------------------------------------------------------------------------- |
|                       | 23/06/2018 | Rocket Girls - Hỏa Tiễn Thiếu Nữ 101                                            |
| Chạm 撞               | 18/08/2018 | Chạm                                                                            |
| LIGHT                 | 14/09/2018 | LIGHT                                                                           |
| Lập Phong 立风        | 23/06/2019 | "Cơn gió"                                                                       |
| Lập Phong 立风        | 23/06/2019 | "Alita" - Phó Tinh                                                              |
| Gặp gỡ - Tạm biệt     | 25/05/2020 | "11 lần rung động" - Hỏa Tiễn Thiếu Nữ 101                                      |
| Gặp gỡ - Tạm biệt     | 01/06/2020 | "Suỵt! Để mình nói cậu nghe" - Hỏa Tiễn Thiếu Nữ 101                            |
| Gặp gỡ - Tạm biệt     | 18/06/2020 | "Đường cứng" - Hỏa Tiễn Thiếu Nữ 101                                            |
| Gặp gỡ - Tạm biệt     | 23/06/2020 | "5452830" - Hỏa Tiễn Thiếu Nữ 101 (5452830 = Không giây phút nào không nhớ cậu) |
| Phát quang thể 发光体 | 29/06/2020 | "Khói nổi bốn phương" - Phó Tinh                                                |

OST Phim
| Tên                       | Thời gian | Phim                                                  | Chú thích             |
| ------------------------- | --------- | ----------------------------------------------------- | --------------------- |
| Calorie 卡路里            | 2018      | Điện ảnh Thủ phủ phố Tây Hồng (Hello Mr. Billionaire) | Hỏa Tiễn Thiếu Nữ 101 |
| Muốn                      | 2019      | Web-drama Gió Lớn Thổi Qua                            | Phó Tinh              |
| Cả thế giới ở phía sau em | 2022      | Ngôi Sao Lấp Lánh                                     | Phó Tinh              |